# Stefan Pfeistlinger

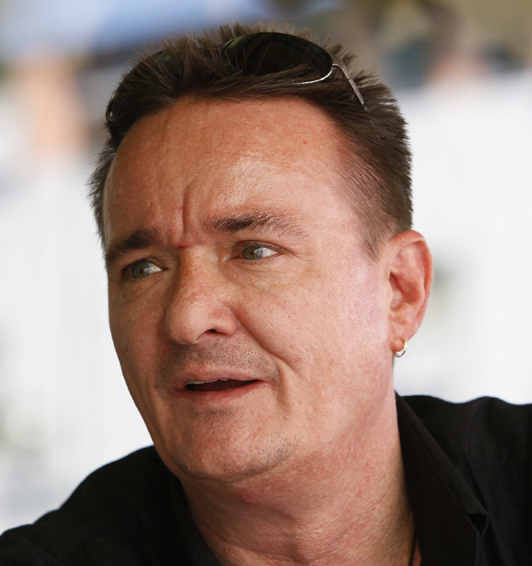
Stefan Pfeistlinger (2007)

Stefan Pfeistlinger (* 19. Juli 1961 in Wien) ist ein österreichischer Lichtgestalter und Bühnenbildner, er ist Gründer und war von 1995 bis 2010 Intendant des Theater k.l.a.s. auf der Heunburg in Völkermarkt, Kärnten.

## Leben
Stefan Pfeistlinger wuchs in Klagenfurt auf. Nach der Matura am Humanistischen Gymnasium BG2 Klagenfurt 1979 verlegte er seinen Lebensmittelpunkt nach Wien, studierte Architektur an der TU Wien und war als Schlagzeuger unter anderem bei den Bands Chuzpe, Rosachrom, Passepartout tätig.
Seit 1985 ist er als Lichtgestalter und Bühnenbildner an Theatern in Österreich, Deutschland, Slowenien, Italien und der Schweiz, sowie für freie und offene Ensembles tätig.
1992 gründet Pfeistlinger gemeinsam mit dem Regisseur Alexander Kubelka das Theater k.l.a.s. und produzierte von 1995 bis 2009 zeitgenössisches Theater auf der Heunburg in Haimburg (Gemeinde Völkermarkt/Kärnten). Von 1995 bis 2010 leitete Pfeistlinger das Theater k.l.a.s. als geschäftsführender Intendant. 2010 stellte das Theater k.l.a.s. seine Arbeit ein.
Pfeistlinger lebt und arbeitet weiterhin in Wien.

## Lichtgestaltung / Bühnenbild
Pfeistlinger war seit 1985 bei etwa 200 Produktionen für die Lichtgestaltung/Bühnenbild u. a. am Theater k.l.a.s., Schauspielhaus Graz, Stadttheater Klagenfurt, Staatstheater Stuttgart, DNT Weimar, Theater Phönix Linz, SMG Ljubljana, Theater m.b.H. Wien, Theater der Jugend Wien, Staatstheater Schwerin, Bregenzer Festspiele, Mittelfest Cividale del Friuli, SNG Ljubljana, Theater KOSMOS Bregenz, Forum Ludwigsburg, Festspielhaus St.Pölten, Donaufestival NÖ, Volkstheater Wien, Schauspielhaus Wien, Theater im Pfalzbau Ludwigshafen, SNG Maribor, Musikwerkstatt Wien, Theater Nestroyhof Hamakom, Volx/Margareten verantwortlich.